# 埃利亚斯-福斯图
埃利亚斯-福斯图是巴西圣保罗州的一个市镇。总面积201.471平方公里，总人口14521人，人口密度72.1人/平方公里。